# Krađa identiteta
Krađa identiteta - oblik je kriminalne radnje lažnog predstavljavljanja radi stjecanja materijalne ili druge koristi.

## Načini krađe informacija o identitetu
Jedan način je krađa informacija iz baza podataka banaka, e-trgovina, obračunskih ustanova i drugih koje pohranjuju takve informacije. Drugi način je da napadač izravno od nas ukrade informacije ili ih dobije na prijevaru. Kad je u pitanju prvi način, treba nadzirati svoje bankovne izvode i izvode kreditnih kartica ne bi li uočili čudne transakcije i paziti s kim ćemo poslovati. Kad je u pitanju drugi način možemo više poduzeti, ali prvo nešto o različitim načinima prijevare:
Društveni inženjering se oslanja na naše prirođeno povjerenje u ljude, naročito u ljude koji imaju određene društvene uloge, poput onih u uniformama, s iskaznicom ili u poslovnim odijelima. Vjerojatno najozloglašeniji u ovom načinu prijevare je Kevin Mitnick. On bi nazvao telefonsku kompaniju i predstavio se kao inženjer te naveo osobu s druge strane linije da mu pruži korisne informacije poput lozinki koje bi mu omogućile pristup osjetljivim računalnim sustavima. Brojne prijevare oslanjaju se na društveni inženjering. To su i lažne poruke e-pošte koje ukazuju da dolaze iz zakonite informacije.
Spoofing znači kreiranje lažne ili krivotvorene verzije nečega, poput Web lokacije ili adrese e-pošte. Korisnik se prijavljuje sa svojim korisničkim imenom i lozinkom koje tako dolaze u ruke kriminalaca, a oni ih zlorabe za pristup stvarnoj Web lokaciji.
Phishing napadi su najštetniji napadi prevaranata. Mnogi počinju porukom e-pošte. U njima obično piše da ima problem s našim računom koji treba riješiti te nas zamole da pošaljemo svoje podatke (korisničko ime, broj računa i lozinku) da bi riješili problem s našim računom. Ponekad umjesto toga stave link na stranicu koja izgleda skoro isto kao originalna stranica te banke i žele da se prijavimo na stranicu s našim podacima i te se informacije na kraju prosljeđuju prevarantu. On te podatke koristi da bi obavio kupnju ili podigao novac s računa. To je najopasnije zato što time možemo izgubiti puno novaca.
Keystroke logger je program koji bilježi sve naše pritiske na tipke tipkovnice. Te se informacije šalju udaljenom napadaču koji skenira informacije da bi pronašao korisne dijelove podataka koje može iskoristiti za vlastiti profit, poput lozinki i brojeva računa.
Krađa pošte i kopanje po smeću je također prisutno. Tu se mogu naći njima korisne informacije. Kada se poštom šalju ili primaju lozinke, kodovi, PIN-ovi i slični povjerljivi podaci nakon rada treba isprazniti mape za poslane i primljene poruke i njihov sadržaj premjestiti na zaštićeno mjesto. Najbolji način sprečavanja kopanja po smeću je uništavanje svih povjerljivih poruka.